# Oliver Heywood
Pour les articles homonymes, voir Heywood.
Oliver Heywood (9 septembre 1825–1892) est un banquier et philanthrope anglais.

## Biographie
Né à Manchester et fils de Benjamin Heywood, il étudie au Eton College avant de rejoindre l'entreprise familiale, Heywood's Bank (en), dans les années 1840.
Heywood soutient diverses institutions parmi lesquelles le Manchester Mechanics' Institute, l'école de musique de Chetham, la Manchester Grammar School et Owens College. Il est élu High Sheriff de Lancashire (en) en 1888.
Il épouse Eleanor Barton, fille de Richard Watson Barton, le 7 septembre 1847, mais n'a aucun enfant d'elle.